# Into the Breach
Into the Breach est un jeu vidéo de rôle tactique développé et édité par le studio indépendant Subset Games. Le jeu est sorti le 27 février 2018 sur Windows, puis en août 2018 sur Mac et Nintendo Switch. Une sortie sur Linux est également prévue[Quand ?].

## Trame
Dans un futur lointain, les avancées technologiques ont rendu possible l'utilisation du voyage temporel ainsi que la mise en service de robots géants. Ces derniers sont utilisées afin de combattre l'invasion de mystérieux insectes géants. Les pilotes, désignées comme des voyageurs temporels, « time traveller », créent des brèches spatio-temporelles pour sauver le monde. Les Méchas et leurs pilotes sont ensuite déployés sur plusieurs îles ayant chacune un paysage unique (forêt, désert, glace, etc.) pour à la fois protéger la population et le réseau électrique.

## Système de jeu
Into the Breach est un tactical RPG qui se présente sous la forme d'un damier de 8 cases sur 8 où le joueur affronte une I.A en tour par tour.

## Développement
Into the Breach est créé par le studio indépendant Subset Games, fondé par deux ex-employés de 2K Games : Matthew Davis et Justin Ma.
Le scénario du jeu est écrit par Chris Avellone.
La bande-originale du jeu est composée par Ben Prunty.

## Accueil

### Critique
Into the Breach est très bien accueilli par la presse spécialisée comme l'atteste Metacritic qui obtient une moyenne de 90 % en se basant sur 52 critiques, tandis que GameRankings précise un score de 89,02 % en se basant sur 22 avis.

### Récompenses
Lors de l'Independent Games Festival 2018, le jeu a été nommé pour le Grand prix Seumas-McNally et dans la catégorie Excellence en Design.